# LGD Gaming
LGD Gaming ist eine chinesische E-Sport-Organisation, welche 2009 gegründet wurde. Sie hält derzeit Spieler in den Disziplinen Dota 2 und League of Legends unter Vertrag.

## DotA-Serie
Hervorgegangen aus dem Clan For The Dream entstand 2009 die Abteilung in Defense of the Ancients. Das damalige Team erreichte in den damals mit niedrigen Preisgeldern versehenen DotA-Wettkämpfen Erfolge bei den Intel Extreme Masters oder in der chinesischen G-League. Im Nachfolger Dota 2 gehörten die Chinesen erst bei der zweiten Ausgabe des Valve-Großevents The International im Jahr 2012 zum Teilnehmerfeld. Das Team erreichte den dritten Platz und gewann 150.000 $. Auch außerhalb des The International erzielte LGD Gaming trotz diverser Wechsel viele Erfolge. Das Team gewann unter anderem in den mit hohen Preisgeldern dotierten Turnieren i-League, World Cyber Arena oder MarsTV Dota 2 League. Beim fünften The International im Jahr 2015 erreichte LGD Gaming erneut den dritten Platz. 2018 und 2021 erreichte die Mannschaft das Finale der jeweiligen Auflage von The International, 2019 wurden sie Dritter.
Neben dem Hauptteam unterstützte LGD Gaming von 2012 bis 2013 auch ein internationales Team und im Jahr 2014 ein Team mit Namen LGD.CDEC, welches sich im Oktober 2014 eigenständig machte.

### Spieler im April 2021
- Wang „Ame“ Chunyu
- Cheng „NothingToSay“ Jin Xiang
- Zhang „Faith_bian“ Ruida
- Zhao „XinQ“ Zixing
- Zhang „y`“ Yiping

### Erfolge
Die folgende Tabelle listet die wichtigsten Erfolge der Dota-2-Abteilung von LGD Gaming auf.
| Datum     | Platz    | Turnier                                           | Preisgeld      |
| --------- | -------- | ------------------------------------------------- | -------------- |
| Juni 2011 | 1.       | G-League 2011 Season 1                            | 0150.000 CN¥   |
| Sep. 2012 | 3.       | The International 2012                            | 0150.000 $     |
| Nov. 2012 | 1.       | G-1 Champions League Season 4                     | 0180.000 CN¥   |
| Jan. 2014 | 1.       | Dota 2 League Season 4                            | 025.000 $      |
| Juli 2014 | 5. – 6.  | The International 2014                            | 0~655.866 $    |
| Dez. 2014 | 1.       | G-League 2014                                     | 0200.000 CN¥   |
| Jan. 2015 | 1.       | i-League Season 2                                 | 0401.023 CN¥   |
| Feb. 2015 | 9. – 12. | Dota 2 Asia Championships 2015                    | 045.863 $      |
| Mai 2015  | 4.       | The Summit 3                                      | 027.169 $      |
| Mai 2015  | 1.       | MarsTV Dota 2 League 2015 Spring - Chinese League | 0200.000 CN¥   |
| Mai 2015  | 1.       | i-league Season 3                                 | 01.302.390 CN¥ |
| Juli 2015 | 1.       | G-League 2015                                     | 0200.000 CN¥   |
| Juli 2015 | 1.       | WCA 2015 Chinese Qualifiers                       | 0300.000 CN¥   |
| Aug. 2015 | 3.       | The International 2015                            | ~2.210.036 $   |
| Nov. 2015 | 7. – 8.  | Frankfurt Major 2015                              | 0105.000 $     |
| Dez. 2015 | 2.       | World Cyber Arena 2015                            | 01.100.000 CN¥ |
| Jan. 2016 | 3.       | SL Star Series Season 13 & i-League Season 4      | 030.000 $      |
| März 2016 | 9. – 12. | Shanghai Major 2016                               | 045.000 $      |
| Juni 2016 | 4.       | Manila Major 2016                                 | 0255.000 $     |
| Aug. 2016 | 9. – 12. | The International 2016                            | 0311.557 $     |
| Aug. 2017 | 4.       | The International 2017                            | 01.728.154 $   |
| Mai 2018  | 1.       | EPICENTER XL                                      | 0500.000 $     |
| Mai 2018  | 1.       | MDL Changsha Major                                | 0400.000 $     |
| Aug. 2018 | 2.       | The International 2018                            | 04.085.148 $   |
| Aug. 2019 | 3.       | The International 2019                            | 03.089.706 $   |
| Apr. 2021 | 3.       | ONE Esports Singapore Major 2021                  | 075.000 $      |
| Juni 2021 | 1.       | WePlay AniMajor 2021                              | 0 200.000 $    |
| Okt. 2021 | 2.       | The International 10                              | 05.202.400 $   |
| Juli 2022 | 1.       | Riyadh Masters 2022                               | 01.500.000 $   |

## League of Legends
Das League-of-Legends-Team von LGD Gaming wurde 2012 gegründet und spielt seit 2014 in der chinesischen LoL Pro League. Nach einem fünften und einem vierten Platz im Jahr 2014, konnte das Team im Frühjahr 2015 den zweiten Platz in der Liga erreichen und 400.000 chinesische Renminbi gewinnen. In den Playoffs der Sommerspielzeit ging LGD Gaming als Sieger hervor.

### Aktuelles Line-Up
(Stand Jan. 2025)
| Name                  | Position |
| --------------------- | -------- |
| Yan „sasi“ Rui        | Top Lane |
| Wu „Climber“ Hong-Tao | Jungle   |
| Zeng „Meteor“ Guo-Hao | Jungle   |
| Zheng „xqw“ Xia-Jian  | Mid Lane |
| Qiu „Shaoye“ Guo-Bin  | AD-Carry |
| Zhao „Ycx“ Wen-Hao    | Support  |

### Erfolge
Die folgende Tabelle listet die wichtigsten Erfolge der LoL-Abteilung von LGD Gaming auf.
| Datum     | Platz  | Turnier                    | Preisgeld   |
| --------- | ------ | -------------------------- | ----------- |
| Aug. 2014 | 4.     | LoL Pro League Summer 2014 | 150.000 CN¥ |
| Apr. 2015 | 2.     | LoL Pro League Spring 2015 | 400.000 CN¥ |
| Aug. 2015 | 1.     | LoL Pro League Summer 2015 | 800.000 CN¥ |
| Okt. 2015 | 9.–11. | World Championship 2015    | 045.000 $   |

## Counter-Strike: Global Offensive
Am 28. März 2016 gab LGD Gaming die Verpflichtung eines Teams in Counter-Strike: Global Offensive bekannt. Das Lineup wurde im November 2017 entlassen.